# Nico Neidhart
Nico Neidhart (* 27. September 1994 in Flensburg) ist ein deutscher Fußballspieler. Er steht seit der Saison 2019/20 bei Hansa Rostock unter Vertrag und wird meist als rechter offensiver Außenverteidiger eingesetzt.

## Karriere

### Jugendzeit und VfL Osnabrück
Im Jahr 2000 begann Neidhart beim VfB Oldenburg seine Karriere und wechselte 2010 in die B-Jugend des VfL Osnabrück. Noch als A-Jugendlicher debütierte er sowohl für die zweite als auch die erste Mannschaft der Osnabrücker. Am 11. Mai 2012 debütierte er für die zweite Mannschaft bei der 1:2-Niederlage gegen die Reserve von Eintracht Braunschweig unter Trainer Joe Enochs. Sein erstes Tor für die Reserve des VfL erzielte er bei seinem zweiten Einsatz am 12. August 2012. Beim 1:1 gegen den SV Holthausen/Biene erzielte er in der 79. Minute das Tor zum 1:0.
Sein Debüt in der 3. Liga und damit sein Profidebüt gab er am 25. August 2012 unter Trainer Claus-Dieter Wollitz. Bei der 3:0-Niederlage gegen die Stuttgarter Kickers wurde er in der 59. Minute für Marcus Piossek eingewechselt.

### FC Schalke 04 II
Zur Saison 2013/14 wechselte er in die Reserve des FC Schalke 04 und debütierte für diese in der Regionalliga West am 13. September 2013 beim 0:0 gegen den SC Verl. Von Trainer Bernhard Trares wurde er in der 55. Minute für Dario Schumacher eingewechselt. Sein erstes Tor für die zweite Mannschaft von Schalke 04 erzielte er am 15. Dezember 2013 im Spiel gegen Rot-Weiß Oberhausen. Zur Halbzeit für Dario Schumacher eingewechselt erzielte er der 54. Minute den Treffer zum 1:1-Endstand auf Vorlage von Gerald Asamoah. Sein 50. und letztes Spiel für die Schalker absolvierte er am 23. Mai 2015 beim 2:1-Sieg gegen die Reserve von Borussia Mönchengladbach; er erzielte in der 36. Minute mit dem Treffer zur 1:0-Führung sein sechstes Tor im Trikot vom FC Schalke 04 II.

### Sportfreunde Lotte
Zur Saison 2015/16 verließ Neidhart die Schalker Reserve und schloss sich dem Ligakonkurrenten Sportfreunde Lotte an. Für den neuen Verein debütierte er in der Regionalliga West am 15. August 2015 beim Spiel gegen den FC Kray. Bei dem 4:0-Sieg wurde er von Trainer Ismail Atalan in der 69. Minute für Semih Daglar eingewechselt. Beim Sieg gegen den SC Verl erzielte er mit dem Tor zum 3:2-Endstand seinen ersten Treffer für die Sportfreunde Lotte. Mit der Mannschaft gewann er die Meisterschaft in der Regionalliga West; nach einem 0:0 und einem 2:0-Sieg in der Relegation gegen Waldhof Mannheim stieg man in die 3. Liga auf.
Sein erstes Spiel in der 3. Liga für die Sportfreunde absolvierte er am 31. Juli 2016 beim 3:0-Sieg gegen die Reserve von Werder Bremen. Sein erster Drittligator gelang ihm gegen den FC Rot-Weiß Erfurt (2:2).

### Wechsel in die Niederlande
In der Winterpause der Drittligasaison 2018/19 löste der 24-jährige Neidhart seinen zum Saisonende auslaufenden Vertrag mit dem westfälischen Klub auf und wechselte in die Niederlande zum Erstligisten FC Emmen. Bei den Niederländern erhielt er einen für eineinhalb Jahre gültigen Vertrag. In dessen ersten und zweiten Mannschaft absolvierte er je sechs Spiele. Am Ende der Saison, die für Neidhart persönlich wenig positives hervorbrachte, hielt er mit dem Aufsteiger die Klasse.

### F.C. Hansa Rostock
Bereits nach einem halben Jahr verließ er das Nachbarland wieder und ging zur Saison 2019/20 zum F.C. Hansa Rostock. In Rostock erhielt der Verteidiger einen bis Juni 2021 gültigen Vertrag. Die Saison begann für Neidhart am 6. Spieltag, als er beim Auswärtsspiel gegen den Ingolstadt (2:2) in der 79. Minute für Aaron Opoku eingewechselt wurde. Zwei Spieltage später erzielte er in Braunschweig (2:1) seinen ersten Treffer für Hansa zum zwischenzeitlichen 1:0. Am Saisonende, er platzierte sich mit Hansa Rostock auf Platz sechs der Tabelle, konnte Neidhart 30 Drittligaeinsätze (zwei Tore) für sich verbuchen. Zudem wurde er von Hansa-Trainer Jens Härtel in vier Landespokalspielen eingesetzt. Durch einen 3:0-Finalsieg gegen den Torgelower FC Greif wurde der gebürtige Flensburger Lübzer-Pils-Cup-Sieger 2020.
Die Saison 2020/21 begann für Neidhart und die Mannschaft mit einem DFB-Pokalspiel gegen den Bundesligisten VfB Stuttgart, welches im Ostseestadion mit 0:1 verloren wurde. Ohne bis dato eine einzige Einsatzminute im Ligabetrieb 2020/21 verpasst zu haben, verlängerte er nach dem 15. Spieltag im Dezember 2020 seinen laufenden Vertrag vorzeitig bis zum 30. Juni 2024. Im Laufe der Drittliga-Saison 2020/21, die am 22. Mai 2021 mit dem Aufstieg in die 2. Bundesliga gekrönt wurde, lief der Stammspieler und Leistungsträger 35 Mal (vier Tore) für die Hanseaten auf. In alle Spielen stand Neidhart hierbei in der Startelf.
Neidhart gab unter Aufstiegstrainer Härtel am 24. Juli 2021 sein Zweitliga-Debüt im Heimspiel gegen den Karlsruher SC und musste eine 1:3-Niederlage hinnehmen. Bis zur Winterpause, Hansa platzierte sich mit sechs Punkten Vorsprung auf einem direkten Abstiegsplatz auf Rang 14, brachte er es auf weitere 15 Ligaeinsätze und drei Auftritten im DFB-Pokal 2021/22, in welchem er mit der Kogge das Achtelfinale erreichte und dort gegen RB Leipzig mit 0:2 ausschied. Zuvor konnte er sich mit dem Team gegen die Ligakonkurrenten 1. FC Heidenheim (3:2 n. V.) und Jahn Regensburg (4:2 i. E.) durchsetzen. In der Rückrunde der Saison stand er am 21. Spieltag beim ersten Auswärtssieg der Ostseestädter bei Dynamo Dresden seit 1983 ebenso auf dem Platz, wie beim 4:3-Auswärtssieg am 25. Spieltag auf Schalke. Mit diesem Sieg verließ Rostock den zwischenzeitlich erreichten Relegationsplatz um den Verbleib im Fußball-Unterhaus. Am 28. Spieltag schließlich gelang Neidhart mit seinem 1:0 gegen den Tabellenersten FC St. Pauli nicht nur das Endergebnis, sondern auch sein erstes Tor in der 2. Fußball-Bundesliga überhaupt. Im Sommer 2023 verlängerte er seinen Vertrag in Rostock vorzeitig bis 2025.

## Erfolge
Sportfreunde Lotte
- Meister der Regionalliga West und Aufstieg in die 3. Liga: 2016

F.C. Hansa Rostock
- Landespokalsieger Mecklenburg-Vorpommern: 2020, 2025
- Aufstieg in die 2. Bundesliga: 2021

## Familie
Er ist der Sohn des ehemaligen Fußballspielers und des heutigen -trainers Christian Neidhart.